# Zelda Fay D’Aprano
Zelda D’Aprano, AM, (* 24. Januar 1928 in Melbourne, Australien; † 21. Februar 2018 ebenda) war eine australische Gewerkschafterin und Aktivistin der Frauenbewegung. Sie war 1970 eine der Initiatorinnen des Women’s Action Committee und 1971 der Women’s Liberation Movement in Melbourne. Sie war Mitglied der Australian Women’s Party und von 1950 bis 1971 Mitglied der Communist Party of Australia (CPA).

## Leben und Werk
D’Aprano war das zweite von drei Kindern europäischer Einwanderer. Ihr in der Ukraine geborener Vater arbeitete als Stellmacher und ihre in Weißrussland geborene Mutter arbeitete in einer Bekleidungsfabrik. D’Aprano besuchte die örtliche Grundschule in Carlton (Victoria) bis Ende 1941 und arbeitete dann in einer Fabrik, um ihre Familie zu ernähren. Sie arbeitete in verschiedenen Fabriken, als Platzanweiserin und Näherin. Sie erkannte schnell die unbefriedigenden Arbeitsbedingungen und versuchte Änderungen zu bewirken, weshalb sie oft ihre Arbeitsstelle verlor. Mit 16 Jahren heiratete sie den italienischen Migranten Charlie D’Aprano und bekam ein Jahr später eine Tochter. Anschließend arbeitete sie als Zahnarzthelferin, erwarb 1961 eine Qualifikation als Zahnpflegerin und war in dieser Funktion 15 Jahre lang im Larundel Psychiatric Hospital tätig. 1967 schloss sie die Ausbildung zur Fußpflegerin ab. Sie trat der Zweigstelle der Hospital Employees Federation bei, wurde zur Vertrauensfrau gewählt, erhielt jedoch in der inaktiven Gewerkschaft wenig Unterstützung.
1951 trat D’Aprano in die CPA ein und wurde 1956 zur Sekretärin gewählt. Sowohl hier als auch in den Gewerkschaften wurden ihre Versuche vereitelt, die Arbeitsbedingungen der Mitglieder zu verbessern, insbesondere als andere Arbeitnehmerinnen sie nicht unterstützten. Nach ihrer Scheidung begann sie ab Januar 1969 im Büro der Australasian Meat Industry Employees Union (AMIEU) zu arbeiten. Hier stellte sie fest, dass viele Arbeiterinnen mit den Ungleichheiten am Arbeitsplatz unzufrieden waren.

## Einsatz für Equal Pay For Equal Work

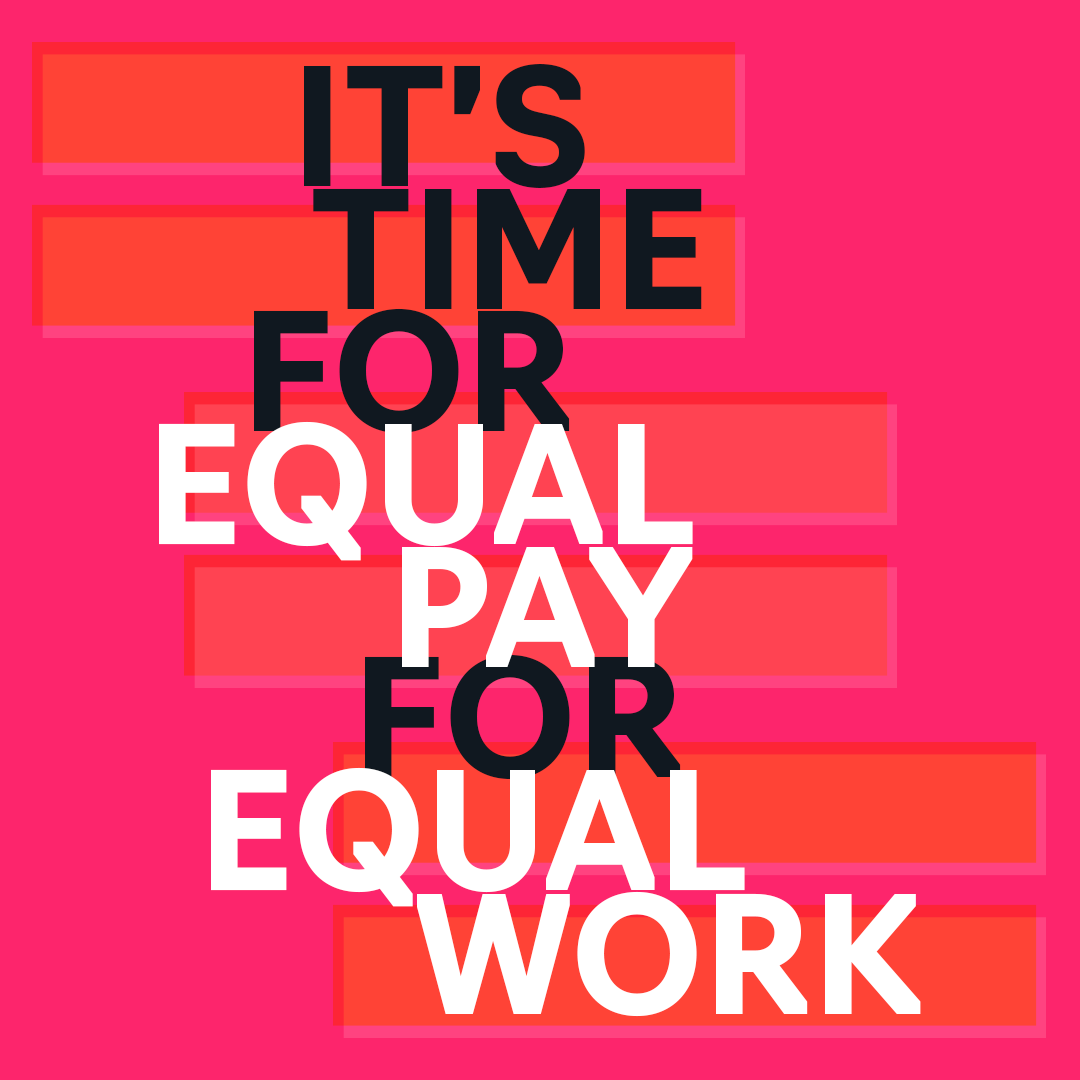
Es ist Zeit für gleichen Lohn für gleiche Arbeit

Ab 1969 engagierte sich D’Aprano an der Kampagne für gleiches Entgelt, sowohl durch ihren Aktivismus in der Kommunistischen Partei als auch durch ihre Arbeit bei der AMIEU, da die Fleischindustrie als Testfall für gleiches Entgelt herangezogen wurde. Nachdem sie an der Anhörung der Commonwealth Conciliation and Arbitration Commission für den Testfall teilgenommen hatte, war sie verblüfft über den Mangel an weiblichen Beiträgen und den geringen Beitrag der Gewerkschaften. Um auf das enttäuschende Ergebnis des Antrags auf Lohngleichheit vor dem Arbeitsgericht im Juni desselben Jahres aufmerksam zu machen, kettete sie sich am 21. Oktober 1969 an die Eingangstüren des Commonwealth-Gebäudes in Melbourne an. Zehn Tage später, nachdem sie und ihre Mitaktivisten Alva Geikie und Thelma Solomon die Macht von Publicity-Stunts erkannt hatten, ketteten sie sich an das Schiedsgericht und erlangten damit erneut große Aufmerksamkeit.
Die große Aufmerksamkeit auf diese Equal-Pay-Kampagnen führte dazu, dass D’Aprano das Women’s Action Committee (WAC) mitgründete, das sich für Themen wie gleiches Entgelt für Frauen und für die Beseitigung anderer Formen sexueller Diskriminierung einsetzte. Das WAC ging aus den ersten Treffen hervor, die 1970 von D’Aprano, Alva Geikie und Thelma Solomon abgehalten wurden. Die Kampagnen des WAC verdeutlichten die ungleiche Bezahlung von Frauen, indem die Mitglieder bei Fahrten mit öffentlichen Verkehrsmitteln nur 75 % des Fahrpreises zahlten. Die WAC schloss sich Mitte 1972 der wachsenden Frauenbefreiungsbewegung in Melbourne an.
D’Aprano hat in zahlreichen Foren rund um Melbourne sowie im Radio und auf Konferenzen gesprochen und viele Artikel für Zeitschriften geschrieben, wie den Women’s Liberation Newsletter. Im Jahr 1912 wurde der Lohnsatz für Frauen in Australien per Gesetz auf 54 Prozent des Lohnsatzes für Männer festgelegt. 1972 erweiterte die Commonwealth Conciliation and Arbitration Commission schließlich das Konzept des gleichen Entgelts auf gleiches Entgelt für gleichwertige Arbeit. 1999 wurde das Gleichstellungsgesetz verankert.
In ihrem späteren Leben litt D’Aprano unter anhaltenden gesundheitlichen Problemen und führte mit ihrem Partner Ron ein Leben auf dem Land in einer Kommune. Sie unterstützte weiterhin die Frauenbefreiungsbewegung und veröffentlichte 1977 einen Bericht über ihr Leben mit dem Titel Zelda: The Becoming of a Woman. Im Jahr 2001 veröffentlichte sie ihr zweites Buch.
D’Aprano verstarb 2018 im Alter von 90 Jahren.

## Ehrungen
- 1995 erhielt sie vom Centre for Australian Cultural Studies (Canberra) einen Special Mention Award für „Einen herausragenden Beitrag zur australischen Kultur“
- 2000: Ehrendoktorwürde in Rechtswissenschaften von der Macquarie-Universität
- 2001: Aufnahme in die Victorian Honour Roll of Women[6]
- 2004: Order of Australia[7]
- 2015: führte der Victorian Trades Hall Council den Zelda D’Aprano Award für Gewerkschaftsaktivismus ein[8]
- 2018: Die Nominierungen für den Zelda D’Aprano Award 2018 wurden zufällig an ihrem Todestag bekanntgegeben. Zu ihren Ehren wurde die Flagge in der Trades Hall auf halbmast gesetzt.

## Veröffentlichungen
- Zelda: the becoming of a woman. Z. D’Aprano, North Carlton, Vic., 1977.
- Zelda. Spinifex Press, 1995, ISBN 978-1-875559-30-5.
- mit Kath Williams: The unions and the fight for equal pay. Spinifex Press, North Melbourne, 2001, ISBN 978-1-876756-02-4.